# 豊川市サッカー場
豊川市サッカー場（とよかわしサッカーじょう）は愛知県豊川市大木町にあるサッカー専用の球技施設。施設は豊川市が所有し、シロキ工業が運営管理を行っている。

## 沿革
1994年、当時日本女子サッカーリーグに所属していたシロキFCセレーナの専用グラウンドとして宝飯郡一宮町（当時）のシロキ工業社有地内にシロキSEGグラウンドとして開設され、1998年にセレーナが休部・解散するまでは同チームの本拠地として利用されていた。
以降は目立った動きはなく細々と利用されていたが、2006年に豊川市が一宮町と合併したことに加え、シロキ工業が創業60周年を迎えたことを記念してグラウンド及び施設を豊川市に無償貸与し、同年11月に現在の「豊川市サッカー場」に名称変更し一般開放された。なお、グラウンド管理は引き続きシロキ工業が担当している。
現在は主に、東海社会人サッカーリーグの試合などで使用されている。

## 概要
- 面積 - 44,952.57平方メートル[1]
- ピッチサイズ - Aコート：105m×68m、Bコート：60×40m[1]
- 照明施設 - Bコートに6基あり
- 観客施設 - Aコートメインスタンドに芝生席あり
- 駐車場 - 普通車82台、大型バス3台[1]
- その他 - グラウンド下の地中にヒーディングパイプを備えている。

## アクセス
- 愛知県道21号豊川新城線沿い
- 名古屋鉄道国府駅より豊鉄バス乗換、「下千両」より徒歩15分

## 近隣
- 陸上自衛隊豊川駐屯地日吉原演習場